# Río Cautín
Río Cautín är ett vattendrag i Chile.   Det ligger i regionen Región de la Araucanía, i den södra delen av landet, 600 km söder om huvudstaden Santiago de Chile.
I omgivningen kring Río Cautín växer huvudsakligen savannskog. Området är  ganska glesbefolkat, med 25 invånare per kvadratkilometer.